# Vaccinium amplexicaule
Vaccinium amplexicaule är en ljungväxtart som beskrevs av J. J.Smith. Vaccinium amplexicaule ingår i Blåbärssläktet, och familjen ljungväxter. Inga underarter finns listade i Catalogue of Life.